# Nicola Cosimi

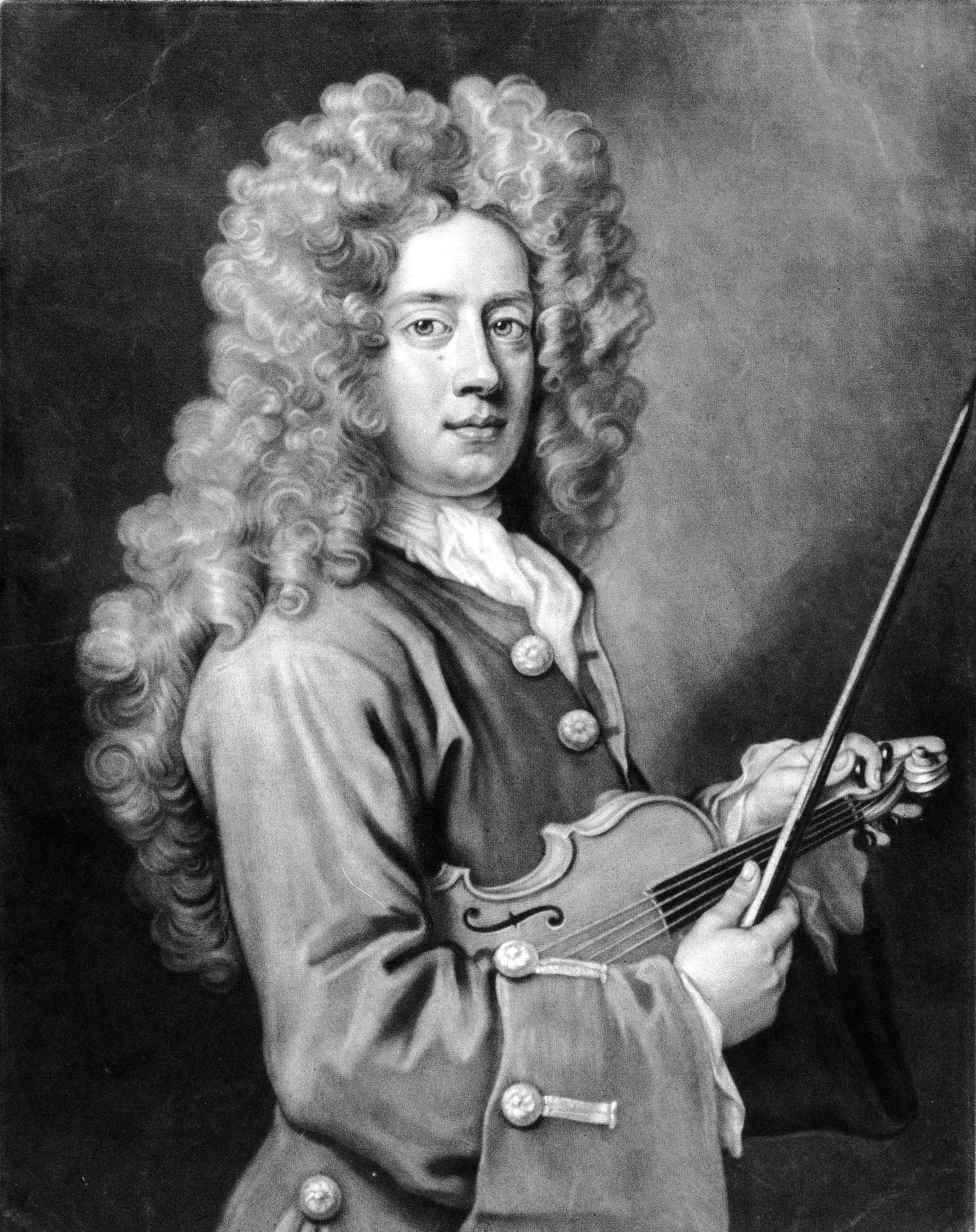
Nicola Cosimi

Nicola Cosimi (* 1667 in Loreto; † 1717 in Italien) war ein italienischer Komponist und Violinist des Barock.

## Leben
Nicola Cosimi war um etwa 1683 ein Schüler von Arcangelo Corelli an der „Accademia di S. Cecilia“ in Rom. In der Zeit von März 1701 bis 1705 bereiste er England, wo er eine Zeit lang bei seinem Freund, dem Cellisten Nicola Francesco Haym, in London weilte. Diese Reise war finanziert durch Wriothesley Russell, 2. Duke of Bedford, der das Talent des jungen Geigers und dessen Freund auf einer Reise nach Rom erkannt hatte. In Dankbarkeit widmete Nicola Cosimi dem Adeligen 12 Violinsonaten, die in Stil und Aufbau den Sonaten op. 5 von Corelli entsprechen. Während seiner Zeit in London gab Nicola Cosimi zahlreiche Konzerte, unter anderem trat er zweimal in Windsor Castle auf. Er erledigte Auftragskompositionen und gab Mitgliedern adeliger Familien Musikunterricht. Außerdem befasste er sich mit Instrumentenbau, dies ermöglichte ihm ein einträgliches Leben.

## Werke
- 12 Sonate da camera a violino e violone o cembalo, op. 1 (Estienne Roger, Amsterdam, 1702)